# Uromastyx occidentalis
Espèce
Statut CITES
Uromastyx occidentalis est une espèce de sauriens de la famille des Agamidae.

## Répartition
Cette espèce est endémique du Sahara occidental, une région désertique située au sud du Maroc. Elle occupe des habitats arides caractérisés par des terrains rocheux et pierreux. Son unique observation s'est faite dans la région montagneuse de l’Adrar Souttouf à l’extrême sud du Sahara marocain.

## Description
Comme les autres membres du genre Uromastyx, U. occidentalis possède une queue épaisse et épineuse utilisée à des fins défensives. Son corps est robuste, adapté aux conditions désertiques. Les détails spécifiques concernant sa taille, sa coloration et ses motifs ne sont pas largement documentés dans la littérature scientifique actuelle.

## Régime alimentaire
Uromastyx est une espèce principalement herbivore, se nourrissant de diverses plantes (désertiques ici) telles que des feuilles, des fleurs, des tiges et des graines. Les jeunes individus peuvent adopter un régime omnivore, consommant occasionnellement des insectes pour compléter leur apport en protéines. Cependant, dans le cas de Uromastyx Occidentalys ces informations peuvent être incertaines, due à l'abscence de données.

## Reproduction
La reproduction des Uromastyx est ovipare. La saison de reproduction commence généralement au début du printemps. La femelle pond en moyenne une quinzaine d'œufs, qui incubent pendant environ 75 à 90 jours. Cependant dans le cas de Uromastyx Occidentalis ces informations sont peuvent être incertaines, due à l'absence de données.

## Publication originale
- Mateo, Geniez, López-Jurado & Bons, 1999 : Chorological analysis and morphological variations of Saurians of the genus Uromastyx (Reptilia: Agamidae) in western Sahara. Description of two new taxa. Revista Española de Herpetología, vol. 12, p. 97-109.